# Guerre de l'information
 (septembre 2023).
Si vous disposez d'ouvrages ou d'articles de référence ou si vous connaissez des sites web de qualité traitant du thème abordé ici, merci de compléter l'article en donnant les références utiles à sa vérifiabilité et en les liant à la section « Notes et références ».
La guerre de l’information, également dénommée guerre informationnelle ou infoguerre (en anglais : information warfare ou infowar), est l'ensemble des méthodes et actions visant à infliger un dommage à un adversaire ou à se garantir une supériorité par l'usage de l'information. Cela concerne avant tout :
- l’acquisition d’information (données ou connaissances) stratégique à propos dudit adversaire ;
- la dégradation de ses systèmes d'acquisition d'information et de communication ;
- la manipulation et l'influence (notamment la désinformation et la subversion) de son opinion ;
- plus généralement, la propagation soigneusement organisée et contrôlée, auprès de cet adversaire, de toute une diversité de messages au contenu destiné à servir la stratégie de son propre camp ;
- la rétention d'informations pouvant servir à un adversaire.

Depuis le milieu des années 2010, l'intelligence artificielle est de plus en plus utilisée pour cela.

## Vocabulaire pluridisciplinaire
L'expression guerre de l'information provient du vocabulaire militaire (surtout anglo-saxon) et de l’intelligence économique ou des technologies de l’information et de la communication.
Suivant le contexte, elle désigne aussi bien des actions d'influence sur l’opinion ou une forme quelconque de sabotage de l'image ou des institutions, au moyen de stratégies de communication, de recherche d'information légale ou illégale (espionnage industriel), et d'imposition de normes dans le domaine du traitement de l'information.
L’infoguerre se pratique sur un plateau de télévision, sur Internet, via des satellites, des logiciels. Elle n'est pas seulement menée par des pirates informatiques ou des « spins doctors » (manipulateurs de l’opinion). Des juristes, des militaires, des ingénieurs et chercheurs y prennent également part.

## Domaines concernés
La notion de guerre de l'information vaut en temps de guerre comme en temps de paix.
En temps de guerre, la notion recouvre toutes les méthodes visant à surveiller, paralyser ou dissuader un adversaire (par exemple en détruisant ses systèmes de transmission ou en prenant le contrôle de ses réseaux informatiques, ou en manipulant l'information).
En temps de paix, cette notion est plus générale :
- les tentatives d'établir une hégémonie sur les réseaux de connaissances (entreprises, universités, grandes écoles, centres d'études et de recherches) en jouant sur des normes macroéconomiques d'évaluation du capital immatériel (voir IAS/IFRS), ou sur les normes en général (en informatique et en télécommunication notamment) ;
- l'utilisation du droit pour influencer l'économie internationale, en mettant en œuvre des règles sur les contrats internationaux, et en utilisant les failles juridiques de l'adversaire (voir Chambre de commerce internationale) ;
- l'utilisation de réseaux de surveillance des échanges d'information mondiaux (voir Echelon) ;
- les politiques d'influence qui s'exercent à travers des réseaux sociaux de parties prenantes d'entreprises étendues (organisations non gouvernementales), en utilisant en appui les sources ouvertes, puis en contrôlant les perceptions et initiatives ;
- les dérives de l’économie de marché : l'extension de la concurrence à des activités de déstabilisation, voire d’agression des concurrents, par exemple exploitant systématiquement les points faibles de l'adversaire, et détecter ses points forts (recherche d'information par des moyens légaux, ou à la limite de l'illégalité : espionnage), en créant une rumeur pouvant discréditer une entreprise ; l'évaluation des performances financières à travers les normes comptables orientées actionnaires ;
- les stratégies de communication, spécialement la communication de masse ou utilisant les réseaux sociaux professionnels, pouvant jouer sur les biais de l'adversaire, en exploitant les attentes, légitimes, de la société civile, dans le domaine de l'écologie notamment. Tous les médias peuvent être mobilisés : journaux, affiches, tracts, cinéma, photographie, mais également les médias issus des NTIC que sont les réseaux sociaux ;
- enfin, toutes les luttes liées aux technologies de l'information et de la communication, qu’elles aient des motivations militantes, ludiques, délictueuses : virus informatique, piratage, paralysie de site.

Dans tous les cas, il s'agit de diriger l'opinion à travers des techniques de guerre psychologique, de guerre de l'image, de mise en scène et de désinformation, destinées notamment à faire adhérer l’opinion internationale à sa cause, à diaboliser l’adversaire ou à démoraliser le camp adverse. Ici, guerre de l'information est synonyme de propagande, manipulation mentale ou, pour employer un euphémisme militaire, d'influence stratégique (on dit aussi : diplomatie publique, opérations psychologiques alias psyops, opérations psychologiques etc.).

## Formes de l’infoguerre

### Différentes formes selon la nature des informations
Un conflit d'intérêts fait apparaître les informations comme :
- désirables (des bases de données, des images satellites, des codes d’accès, bref des renseignements qu'il faut acquérir) ;
- vulnérables (des logiciels, des mémoires, des sites, des réseaux, les informations ou vecteurs d’information qui peuvent être faussés) ;
- et redoutables (des virus, des rumeurs, bref tout ce dont la propagation est favorable à un camp et nuisible à l’autre).

Dans ce contexte, on parle souvent de la guerre « par, pour et contre » l’information, et il en existe une forme, liée à la propagande, qui a pris de l'ampleur avec l'avènement de l'intelligence artificielle générative, mais ancienne, et par exemple confiée par Hitler à Goebels : c'est la gestion de la perception.

### Par l'information et la communication
- Par la communication politique, d'entreprise et parfois religieuse et terroriste, en utilisant les réseaux sociaux, les réseaux professionnels, et en jouant sur le contexte culturel ;
- Par l'information et la communication : en produisant des messages efficaces — qu'il s’agisse d'influencer au niveau international, de transmettre des instructions ou de rallier des partisans — mais aussi en gérant au mieux un savoir supérieur à celui de l’adversaire (voir gestion des connaissances), ou plus trivialement en fabriquant des virus informatiques. Dans cette perspective, l’information se transforme en arme ou en facteur potentiel de supériorité ;

### Pour l'information
Il s’agit cette fois de l’acquérir, comme on s’empare d’une richesse. Il est évident qu'il y a avantage à percer les secrets de l’autre, à se procurer certains renseignements pertinents sur ses intentions, sur l’environnement, ou certains brevets ou techniques : peu importe alors que la lutte se déroule sur le champ de bataille ou qu’elle vise à gagner des marchés ; on utilise tous les moyens de recherche d'information, comme les moteurs de recherche ; on s'emploie à améliorer l'efficacité des recherches en indexant les moteurs avec des données adaptées (voir métadonnée) et plus récemment via des agents intelligents.

### Contre l'information
Quant au « contre l’information », il est la conséquence des deux premiers. Il faut s’attendre fort logiquement à ce que l’adversaire lutte lui aussi « par l’information », il faut donc prévoir des boucliers pour se protéger aussi bien d'une cyberattaque, d'une rumeur propagée par la presse et d'un stratagème, tout en protégeant ses bases de données.

### Gestion de la perception (perception management)
Un nouvel aspect de la guerre de l'information est apparue aux États-Unis après la fin de la guerre froide : certains alliés politique, avec lesquelles les États-Unis entretenaient de bonnes relations économiques, sont devenues des adversaires géoéconomiques. Il s'agissait alors de considérer ces nations à la fois comme des alliés géopolitiques, et comme des adversaires géoéconomiques, ce qui a poussé le département de la Défense américain (DoD) a s'appuyer sur des techniques de perception management (en français : gestion de la perception) pour orienter les prises de décision des dirigeants des pays cibles en leur faveur. En pratique, c'est une manipulation de l'information.

## Historique
La première occurrence d'une guerre de l’information à échelle mondiale remonte à la Première Guerre mondiale où pour la première fois tous les médias sont mobilisés : journaux, affiches et tracts, cinéma, photographie, etc. Mais selon l'historien militaire Pierre Razoux, la première utilisation à grande échelle de la guerre de l’information remonterait à la Seconde Guerre mondiale. Dans le Pacifique, des émissions de radio pro-japonaises mais anglophones étaient animée par des jeunes femmes surnommées rose de Tokyo. Depuis, la guerre de l’information s'est considérablement développée, et notamment au cours des conflits suivants :

### La guerre du Viêt Nam (1968)
Au cours de la guerre du Viêt Nam, fin janvier 1968, période de trêve et de fête du nouvel an lunaire (le Têt). Dans la nuit du 30 janvier, les Nord-Vietnamiens attaquent par surprise une centaine de villes du Sud-Vietnam dont Hué et Saïgon. Dans la capitale, la première cible est l’ambassade américaine, cible particulièrement médiatique. Les combats sont féroces dans une offensive vietnamienne relevant de l’attaque suicide. Pendant plusieurs semaines les combats durent. Cette offensive totalement inattendue du fait de l’importance de la fête religieuse dans le pays, est déclenchée alors qu’un grand nombre de journalistes est concentré à Saïgon pour le Têt. Quand les Américains réussissent à repousser une armée nord-vietnamienne saignée à blanc par cette opération-suicide, l’opinion publique américaine, qui a suivi les combats quasiment en direct, est épouvantée. Offensive du Tết a fait basculer l’opinion publique et ainsi le cours de la guerre. Cette première mise en image de la guerre marque un tournant dans les relations entre les médias et les militaires.

### La guerre du Golfe (1990 - 1991)
À la suite de la défaite américaine lors de la guerre du Viêt Nam en partie due aux médias ayant influencé l'opinion publique mondiale, les États-Unis ne souhaitent pas faire la même erreur stratégique. Ainsi, durant la guerre du Golfe, les médias ont fait l'objet d'un contrôle accru de la part des autorités américaines. L’accès des journalistes aux champs de bataille a été particulièrement contrôlé. En contrepartie, les autorités américaines diffusaient aux journalistes des vidéos ne contrevenant pas aux intérêts nationaux.

### Usages spécifiques en Russie
Stéphane François et Olivier Schmitt soulignent l'usage de la guerre de l'information par le Kremlin au début du XXIe siècle. Le concept apparaît dans les documents officiels russes tels que la stratégie de sécurité nationale et la doctrine militaire. Vladimir Poutine le définit en 2012 comme une « matrice d’outils et de méthodes destinés à atteindre des objectifs de politique étrangère sans l’emploi de la force mais à travers l’usage de l’information et d’autres leviers d’influence ». Selon Stéphane François et Olivier Schmitt, elle s'appuie sur des « technologues politiques » dont le talent « consiste à manipuler les technologies de l’information, créant des drames virtuels au sens littéral du terme, car ils n’existent qu’à la télévision ; et en influençant le discours dominant sur les médias sociaux ». Le conspirationnisme en est un moyen prépondérant, le Kremlin diffusant « l’idée issue de la guerre froide, de la « main de l’étranger », c’est-à-dire l’action de la CIA et des banques américaines, derrière les contestations internes de son régime ». Les médias Sputnik et Russia Today, contrôlés par le pouvoir russe, constituent des vecteurs privilégiés, de même que les « usines à trolls » sur internet et « la mise en place d’un réseau de conspirationnistes et/ou de militants politiques (de gauche comme de droite) favorables à la Russie et à ses thèses ». 
En Afrique la Russie a recours à de la propagande anti-française et occidentaux a travers des agences clandestines.